# ساندرا سانشيز
ساندرا سانشيز خايمي (ولدت في 16 سبتمبر 1981)  هي لاعبة كاراتيه إسبانية متقاعدة. فازت بالميدالية الذهبية في منافسات الكاراتيه للسيدات في دورة الألعاب الأولمبية الصيفية 2020 في طوكيو، اليابان.  حصلت على الميدالية الذهبية مرتين في منافسات الكاراتيه الفردية للسيدات في بطولة العالم للكاراتيه (2018 و2021). كما فازت بالميدالية الذهبية في هذه المنافسة في بطولة أوروبا للكاراتيه في سبع مسابقات متتالية (2015 - 2022). وسجّلت في موسوعة غينيس للأرقام القياسية لفوزها بأكبر عدد من الميداليات في الدوري الممتاز للكاراتيه 1 ؛ حيث فازت بـ 35 ميدالية متتالية بين يناير 2014 وفبراير 2020. 

## الحياة المهنية
عام 2015، فازت سانشيز بالميدالية الذهبية في مسابقة الكاراتيه للسيدات في بطولة أوروبا للكاراتيه التي أقيمت في إسطنبول، تركيا. وفي العام نفسه، فازت أيضاً بالميدالية الذهبية في منافسات الكاراتيه للسيدات في دورة الألعاب الأوروبية التي أقيمت في باكو، أذربيجان.  وفي المباراة النهائية، فازت على ساندي سكوردو من فرنسا. 
في بطولة العالم للكاراتيه 2016 التي أقيمت في لينز، النمسا، فازت ساندرا بإحدى الميداليات البرونزية في حدث الكاراتيه الفردي للسيدات.  عام 2017، فازت بالميدالية الفضية في مسابقة الكاراتيه للسيدات في الألعاب العالمية التي أقيمت في فروتسواف، بولندا.   وفي المباراة النهائية، خسرت أمام كيو شيميزو من اليابان. 

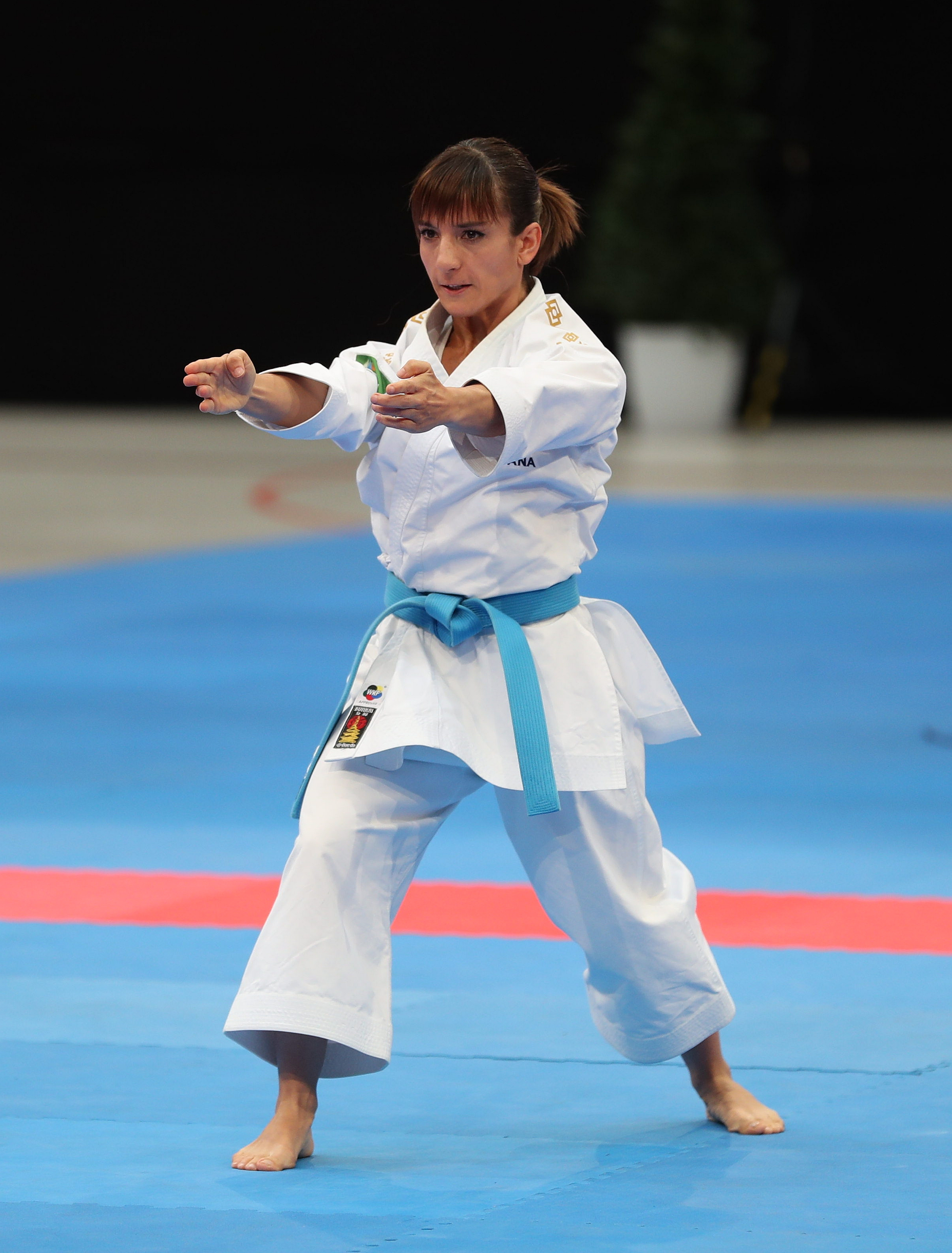
سانشيز في عام 2018

عام 2018، فازت سانشيز بالميدالية الذهبية في بطولة أوروبا للكاراتيه التي أقيمت في نوفي ساد، صربيا وبطولة العالم للكاراتيه التي أقيمت في مدريد، إسبانيا.   
فازت سانشيز بالميدالية الذهبية في منافسات السيدات في بطولة أوروبا للكاراتيه 2019 التي أقيمت في جوادالاخارا بإسبانيا.  في نفس العام، مثلت إسبانيا أيضًا في الألعاب الأوروبية في مينسك، بيلاروسيا، وفازت بالميدالية الذهبية في مسابقة الفردي للسيدات.  وأخيرًا، فازت أيضًا بالميدالية الذهبية في منافسات فردي السيدات في دورة الألعاب العالمية الشاطئية 2019 التي أقيمت في الدوحة، قطر.  
في مايو 2021، حصلت سانشيز على الميدالية الذهبية في منافساتها في بطولة أوروبا للكاراتيه التي أقيمت في بوريك، كرواتيا.   كما مثلت إسبانيا في دورة الألعاب الأولمبية الصيفية 2020 في طوكيو باليابان.    فازت بالميدالية الذهبية في منافسات السيدات.  في نوفمبر 2021، فازت بالميدالية الذهبية في منافسات السيدات في بطولة العالم للكاراتيه التي أقيمت في دبي، الإمارات العربية المتحدة.  
فازت سانشيز بالميدالية الذهبية في منافسات فردي السيدات في بطولة أوروبا للكاراتيه 2022 التي أقيمت في غازي عنتاب، تركيا.   كما فازت بالميدالية الذهبية في منافساتها في دورة الألعاب العالمية 2022 التي أقيمت في برمنغهام بالولايات المتحدة.  
تقاعدت من خوض المنافسات بعد دورة الألعاب العالمية 2022.  
في سبتمبر 2022، صدرت سلسلة كتب بعنوان Kat Karateka، من تأليف إينيس ماسيب ورسوم خوان كارلوس بوناشي، مستوحاة من مسيرة ساندرا سانشيز.[بحاجة لمصدر]

## الإنجازات
| الفعالية | المنافسة                                    | المكان              | الترتيب | المنافسات                                              |
| -------- | ------------------------------------------- | ------------------- | ------- | ------------------------------------------------------ |
| 2015     | بطولة أوروبا للكاراتيه 2015                 | إسطنبول، تركيا      | الأول   | كاتا فردية                                             |
| 2015     | بطولة أوروبا للكاراتيه 2015                 | باكو، أذربيجان      | الأول   | بطولة أوروبا للكاراتيه 2015 -كاتا فردية                |
| 2016     | بطولة أوروبا للكاراتيه 2016                 | مونبليه، فرنسا      | الأول   | كاتا فردية                                             |
| 2016     | 2016 بطولة العالم للكاراتيه 2016            | لينز، النمسا        | 3rd     | كاتا فردية                                             |
| 2017     | بطولة أوروبا للكاراتيه 2017                 | تركيا               | الأول   | كاتا فردية                                             |
| 2017     | بطولة العالم للكاراتيه 2017                 | بولندا              | الثاني  | بطولة العالم للكاراتيه 2017، كاتا فردية                |
| 2018     | بطولة أوروبا للكاراتيه 2018                 | نوفي ساد، صربيا     | الأول   | كاتا فردية                                             |
| 2018     | بطولة العالم للكاراتيه 2018                 | مدريد، إسبانيا      | الأول   | بطولة العالم للكاراتيه 2019، كاتا فردية                |
| 2019     | بطولة أوروبا للكاراتيه 2019                 | غوادلاخارا، إسبانيا | الأول   | كاتا فردية                                             |
| 2019     | الألعاب الأوروبية 2019                      | مينسك، بيلاروسيا    | الأول   | الألعاب الأوروبية 2019، كاتا فردية                     |
| 2019     | دورة الألعاب العالمية الشاطئية 2019         | الدوحة، قطر         | الأول   | كاتا فردية                                             |
| 2021     | بطولة أوروبا للكاراتيه 2021                 | بوريتش، كرواتيا     | الأول   | كاتا فردية                                             |
| 2021     | الكاراتيه في الألعاب الأولمبية الصيفية 2020 | طوكيو، اليابان      | الأول   | الألعاب الأولمبية الصيفية 2020                         |
| 2021     | بطولة العالم للكاراتيه 2021                 | دبي، الإمارات       | الأول   | بطولة العالم للكاراتيه 2021                            |
| 2022     | بطولة أوروبا للكاراتيه 2022                 | غازي عنتاب، تركيا   | الأول   | بطولة أوروبا للكاراتيه 2022 - كاتا فردي للسيدات        |
| 2022     | الكاراتيه في الألعاب العالمية 2022          | برمنغهام            | الأول   | الكاراتيه في الألعاب العالمية 2022 – كاتا فردي السيدات |

## روابط خارجية
قالب:Olympic Champions Karate Kata Women